# طارق فاطمي
طارق فاطمي (بالإنجليزية: Tariq Fatemi)‏ (9 يوليو 1944 في دكا - ) دبلوماسي من باكستان. ينتمي إلى الرابطة الإسلامية الباكستانية. تولى منصب سفير باكستان في الولايات المتحدة (8 سبتمبر 1999–16 ديسمبر 1999).